# Gaidoald de Trento
Gaidoald a fost cel de al doilea duce longobard de Trento, preluînd conducerea ducatului din 595.
Gaidoald a devenit duce de Trento de la moartea ducelui Euin, în ianuarie 595. El a fost descris de cronicarul Paul Diaconul ca fiind "un om bun și catolic ca religie". În 602 sau 603, Gaidoald, alături de colegul său ducele Gisulf I de Friuli a încheiat pace cu regele Agilulf al longobarzilor în ceea ce Paul Diaconul consemnează ca fiind un "an de pace".
După Gaidoald, istoria nu mai consemnează niciun duce de Trento până la Alagis, care a domnit între 680 și 690.